# 1926
1926 (MCMXXVI) fue un año común comenzado en viernes según el calendario gregoriano.

## Acontecimientos

### Enero
- 2 de enero: en España se emiten por primera vez por radio diarios hablados, llamados La Palabra.
- 4 de enero: en Moscú (Unión Soviética), el Sovnarkom decreta la liquidación del Goskino (Comité Estatal de Cinematografía) y su reemplazo por el Sovkino.
- 8 de enero: en Hedjaz, Ibn Saud es proclamado rey del ex reino independiente de Hiyaz, actualmente incorporado a Arabia Saudí.
- 9 de enero: en México, una banda asalta el tren Guadalajara-Ciudad de México, asesinando entre 20 y 50 personas y saqueando 300.000 pesos. La mayoría de los asaltantes son capturados y ejecutados.[1]
- 17 de enero: en Managua (Nicaragua), el presidente Carlos José Solórzano es sustituido por Emiliano Chamorro mediante un golpe de Estado.
- 22 de enero: el vuelo Plus Ultra con sus tripulantes Ramón Franco, Julio Ruiz de Alda, Juan Manuel Durán y Pablo Rada sale de Palos de la Frontera con destino Buenos Aires.[2]

### Febrero
- 1 de febrero: en Alemania concluye la ocupación de la ciudad de Colonia.
- 3 de febrero: 
  - En España asciende a general de brigada el coronel de infantería Francisco Franco (de 33 años), entonces el más joven de Europa.
  - El checo se convierte en idioma oficial de Checoslovaquia y se dan grandes ventajas a las lenguas minoritarias del país.
- 6 de febrero: 
  - En España el rey firma el decreto que instituye la Fiesta Nacional del Libro.
  - Mussolini acusa a Alemania de una campaña contra Italia, lo que provoca una crisis entre ambos países.
  - España y Francia firman un acuerdo de cooperación militar sobre los intereses de ambos estados en Marruecos.
- 9 de febrero: llega a Buenos Aires el avión Plus Ultra, tripulado por Ramón Franco, Ruiz de Alda, Durán y Rada, y es recibido apoteósicamente.
- 10 de febrero: En España, por iniciativa del ministro de fomento Rafael Benjumea y Burín, se crea el Circuito Nacional de Firmes Especiales.[3]
- 11 de febrero: se crea en España el partido político Alianza Republicana, como grupo político de oposición a la dictadura.
- 18 de febrero: 
  - Un tratado anglo-persa prolonga por veinticinco años el mandato británico sobre Irán.
  - En la plaza de toros de Málaga muere de una cornada el torero español Manuel Báez «El Litri».
- 19 de febrero: en Nueva York, un ejemplar de la Biblia de Gutenberg, el primer libro impreso en Europa, es subastado en 106 000 dólares.
- 23 de febrero: en la Unión Soviética, el Gobierno pone en venta la corona de la emperatriz Catalina II de Rusia. Es adquirida por unos joyeros franceses.
- 24 de febrero: entre Buenos Aires (República Argentina) y Montevideo (Uruguay) se establece una línea aérea regular para transporte de pasajeros.

### Marzo
- 1 de marzo: Washington Luís Pereira de Sousa gana las Elecciones presidenciales de Brasil de 1926 con la casi totalidad de los votos.
- 3 de marzo: En el pueblo de Tresjuncos se presenta el pastor José María Grimaldos, que se suponía había sido asesinado hacía 17 años. El asunto se volvió muy mediático, convirtiéndose en uno de los mayores escándalos judiciales de la historia, el Crimen de Cuenca.[4]
- 8 de marzo: en Ginebra, tiene lugar la reunión de la Sociedad de las Naciones para tratar de la admisión de Alemania en la misma, así como de las reclamaciones de Polonia, Brasil y España de obtener igual trato con un puesto permanente en el consejo de la sociedad.[5]
- 14 de marzo: a 3,8 km al nor-noroeste del centro de la ciudad de San José de Costa Rica sucede la tragedia del Virilla (el peor accidente ferroviario de la Historia de ese país): descarrilan tres vagones y caen en el cañón del río Virilla. Mueren 385 peregrinos que iban a visitar la Basílica de los Ángeles (en las afueras de Cartago).
- 16 de marzo: en Massachusetts el físico estadounidense Robert Goddard realiza el primer lanzamiento de un cohete de combustible líquido de la historia.
- 17 de marzo: en Madrid se instala el primer semáforo de España, en la Calle de Alcalá.[6]
- 17 de marzo: fracasa la reunión de Ginebra y se aplaza la entrada de Alemania en la Sociedad de las Naciones hasta septiembre, debido a la intransigencia alemana en la modificación del consejo de la sociedad y al posterior veto de Brasil al ingreso alemán.[7]
- 18 de marzo: en el contexto de la Guerra Anti-Fengtian, una manifestación estudiantil y comunista en Pekín contra la interferencia extranjera en los asuntos chinos es brutalmente reprimida  por el gobierno de Duan Qirui, provocando 47 muertos y más de 200 heridos.
- 26 de marzo: en España se funda el club de fútbol Real Oviedo como unión del Real Stadium Club Ovetense y Real Club Deportivo Oviedo.
- 31 de marzo: en el barrio estambulí de Gálata (en Turquía), adeptos de la Iglesia Ortodoxa Turca se apropian de la iglesia greco-ortodoxa del Cristo Salvador (Sotiros Christos), que en 1948 el gobierno turco devolverá al Patriarcado Ecuménico.

### Abril
- 2 de abril: en Irlanda, ante la intransigencia del Sinn Féin con la nueva constitución, su líder Éamon de Valera decide abandonarlo y fundar un nuevo partido, el Fianna Fáil.[8]
- 5 de abril: entre Madrid y Manila realiza un vuelo la Escuadrilla Elcano.
- 7 de abril: 
  - Muere en Francia el político antifascista italiano Giovanni Amendola, supuestamente de las heridas de una paliza que le dieron los fascistas unos meses antes.[9]
  - En Italia, Violet Gibson, una mujer de 62 años recién salida de un psiquiátrico hiere a Benito Mussolini de un disparo en la nariz.
  - La Unión Soviética se niega a tomar parte en la conferencia preparatoria sobre el desarme que ha de celebrarse en Ginebra.
- 11 de abril: en Grecia, tras la dimisión del presidente Pávlos Kountouriótis, es proclamado presidente el general Theodoros Pangalos después de unas elecciones fraudulentas.[10]
- 17 de abril: en la ciudad de Uxda en el Protectorado francés de Marruecos, tienen lugar las negociaciones de paz entre Francia y España con los rifeños de Abd el-Krim.[11]
- 20 de abril: la ciudad de Pekín es conquistada y saqueada por las tropas de Zhang Xueliang, hijo de Zhang Zuolin, siendo depuesto el presidente Duan Qirui. Con este hecho se considera terminada la Guerra Anti-Fengtian, aunque los combates contra el Guominjun continuarán más hacia el noroeste.
- 24 de abril: Alemania y la Unión Soviética firman un tratado de neutralidad.
- 25 de abril: en Irán, es coronado Reza Shah como fundador de la dinastía Pahlaví.
- 29 de abril: Francia llega a un acuerdo con los Estados Unidos para el pago de sus deudas de la Primera Guerra Mundial.

### Mayo
- 4 de mayo: Tiene lugar la Huelga general en Reino Unido de 1926.
- 8 de mayo: Tras el fracaso de las negociaciones, los ejércitos franceses y españoles se lanzan a la ofensiva contra los rifeños liderados por Abd el-Krim.[12]
- 9 de mayo: los aviadores estadounidenses Richard E. Byrd y Floyd Bennett aseguran haber sobrevolado el polo norte. (Sin embargo, en 1996 se descubrió el diario de Byrd, donde indicó que llegaron a unos 440 km de distancia).
- 12 de mayo: En Polonia el general Józef Piłsudski da un golpe de Estado, y tras dos días de lucha consigue que el presidente Stanisław Wojciechowski y primer ministro Wincenty Witos dimitan y le entreguen el poder.
- 13 de mayo: los aviadores de la Escuadrilla Elcano consiguen llegar a Manila.[13]
- 14 de mayo: el dirigible Norge completa el vuelo transártico, llegando a Teller (Alaska).
- 15 de mayo: en Lima (Perú) se inaugura el Colegio La Salle, el colegio más grande de Lima.
- 17 de mayo: en Alemania una moción de censura derriba al canciller Hans Luther, el católico Wilhelm Marx es elegido nuevo canciller.
- 23 de mayo: se establece la república de Líbano, aún bajo protectorado francés.
- 25 de mayo: en París es asesinado el líder nacionalista ucraniano Simon Petliura en venganza por las matanzas de judíos durante la República Popular Ucraniana.
- 26 de mayo: tras la pérdida de la ciudad de Targuist, Abd el-Krim, viéndose completamente derrotado se rinde y entrega al ejército francés. Esto supone el fin de la República del Rif y el fin de la guerra para Francia (pero aún no para España).[14]
- 28 de mayo: Golpe de estado en Portugal liderado por el general Manuel Gomes da Costa y el almirante José Mendes Cabeçadas. El golpe pone fin a la Primera República portuguesa y se establece un gobierno militar presidido por José Mendes Cabeçadas.[15]

### Junio
- 5 de junio: Reino Unido y Turquía llegan a un acuerdo respecto a la provincia de Mosul, que pertenecerá a Irak a cambio de un royalty sobre el petróleo de la zona.[16]
- 6 de junio: Crisis política en Egipto al impedir el Reino Unido que el anglófobo Saad Zaghloul, vencedor de las elecciones sea elegido presidente, demostrando que Egipto no es totalmente independiente.[17]
- 13 de junio: en Talin (capital de Estonia) se abre el estadio Kadrioru.
- 13 de junio: en el barrio de Hawthorne, en las afueras de Los Ángeles (estado de California), una tal Gladys Baker (1902-1984) entrega en adopción a su hija de doce días de edad, Norma Jeane Mortenson (la futura actriz Marilyn Monroe, 1926‑1962) a unos padres adoptivos evangélicos.
- 14 de junio: Brasil anuncia que abandona la Sociedad de las Naciones en protesta por la negativa de la sociedad a otorgarle un puesto permanente en el consejo.[18]
- 14 de junio: en Esmirna la policía turca descubre una conspiración para asesinar al presidente Mustafa Kemal, los conspiradores son ejecutados.
- 15 de junio: en Afganistán, el emir Amanulá Khan se autoproclama rey, pasando el país de emirato a reino.[19]
- 17 de junio: Enfrentamiento entre los militares golpistas de Portugal, destituyendo el general Manuel Gomes da Costa al presidente José Mendes Cabeçadas, colocándose como el nuevo presidente.[20]
- 24 de junio: en España tiene lugar el intento de golpe de Estado de La sanjuanada contra la dictadura de Miguel Primo de Rivera. El golpe es rápidamente abortado por el gobierno sin bajas.
- 25 de junio: en París son detenidos los anarquistas españoles Buenaventura Durruti y Francisco Ascaso, cuando preparaban una conspiración para asesinar al rey Alfonso XIII de España.[21]
- 28 de junio: un doblete de terremotos sacuden la isla indonesia de Sumatra dejan más de 400 fallecidos.

### Julio
- 2 de julio: crisis constitucional entre Canadá y el Reino Unido, al interferir el representante británico Julian Byng para favorecer al Partido Conservador de Arthur Meighen contra el Partido Liberal de Mackenzie King.
- 9 de julio: en Portugal el general António Óscar de Fragoso Carmona, exministro de exteriores recientemente destituido, da un nuevo golpe de Estado y se convierte en dictador, después de destituir y encarcelar al presidente Manuel Gomes da Costa.[22]
- 9 de julio: en el contexto de la Era de los señores de la guerra en China, los caudillos militares del sur, reunidos en torno al Kuomintang y a Chiang Kai-shek inician la Expedición del Norte.
- 14 de julio: se funda el Banco Popular Español.
- 20 de julio: grave crisis política en Francia, el gobierno de Briand y Caillaux es derribado en votación por Édouard Herriot, que forma gobierno y revive el Cartel des Gauches, pero a última hora los socialistas votan en contra y el gobierno de Herriot dura sólo 2 días, mientras el franco cae a mínimos. Finalmente se forma un gobierno de concentración presidido por Raymond Poincaré.[23]
- 23 de julio: el líder soviético Grigori Zinóviev es expulsado del politburó del partido bolchevique.[24]
- 31 de julio: en Barcelona el anarquista Domènec Masachs Torrente intenta asesinar al dictador Miguel Primo de Rivera lanzándole un cuchillo.[25]

### Agosto
- 1 de agosto: 
  - En México entran en vigor las medidas anticlericales estipuladas en la Constitución de 1917. Comienza la «revuelta de los cristeros», dando así inicio a la Guerra Cristera finalizada hasta 1929.
  - En Nápoles (Italia) se funda el club de fútbol Società Sportiva Calcio Napoli.
- 9 de agosto: Italia y España firman un tratado de neutralidad y amistad.[26]
- 23 de agosto: en Grecia, el general Georgios Kondilis da un golpe de Estado que termina con la dictadura del general Theodoros Pangalos y devuelve a Pávlos Kountouriótis a la presidencia del país.[27]
- 31 de agosto: Un terremoto de 5,9 sacude las Azores causando 9 muertos y la destrucción de más de 4.000 edificios.

### Septiembre
- 1 de septiembre: grave accidente al descarrilar el tren correo entre Barcelona y Valencia, produciéndose 21 muertos y 130 heridos.[28]
- 2 de septiembre: la Sociedad de las Naciones rechaza la petición de España de tener un puesto permanente en el congreso. España amenaza con abandonar dicha sociedad.[29]
- 5 de septiembre: en España, el Cuerpo de artillería se revelan contra la política de ascensos en el ejército del gobierno de Miguel Primo de Rivera, que declara el estado de guerra en todo el país y destituye a todos los jefes y oficiales de dicho cuerpo.[30]
- 5 de septiembre: en la ciudad china de Wanzhou tiene lugar un grave enfrentamiento entre la flota británica y soldados chinos, con varios muertos y heridos por ambas partes.
- 7 de septiembre: durante la Expedición del Norte, el ejército del Kuomintang dirigido por Chiang Kai-shek obtiene su primera gran victoria al derrotar al general Wu Peifu y conquistar la ciudad de Wuhan.[31]
- 8 de septiembre: Alemania entra oficialmente en la Sociedad de las Naciones.[32]
- 11 de septiembre: en Roma, el anarquista italiano Gino Lucetti intenta asesinar a Benito Mussolini lanzándole una bomba. Mussolini logra salir ileso.[33]
- 11 de septiembre: la ciudad de Miami es destrozada por un huracán, provocando varios cientos de muertos y más de 100 millones de dólares.
- 19 de septiembre: en Milán (Italia) se inaugura el Estadio Giuseppe Meazza con un encuentro entre AC Milan e Inter de Milán.
- 25 de septiembre: en Ginebra, los países de la Sociedad de las Naciones firman la Convención sobre la Esclavitud.

### Octubre
- 12 de octubre: en Chile comienza la décima edición de la Copa América.
- 18 de octubre: en Noruega se realiza un referéndum para mantener o derogar la Ley seca, ganando la derogación con un 55% de los votos.
- 19 de octubre: tiene lugar en Londres la Conferencia Imperial de todos los dominios del Imperio británico
- 20 de octubre: llega a Cuba uno de los huracanes más potentes de su historia. Unas 600 personas mueren en la isla de la Juventud, La Habana, Pinar del Río y Matanzas. En La Habana llueven 510 mm en 12 horas.[34] Se pierden todas las obras del compositor Moisés Simons (1889-1945), autor de El manisero.[35]
- 22 de octubre: un terremoto de 6,0 sacude la frontera entre Armenia y Turquía dejando 360 fallecidos.
- 31 de octubre: el dictador italiano Benito Mussolini (43) se salva de un atentado de parte de Anteo Zamboni (15), quien fue linchado segundos después. El 7 de abril Mussolini había sufrido otro atentado. Aprovechó esta ocasión para suprimir las libertades y disolver todos los partidos políticos de la oposición.

### Noviembre
- 3 de noviembre: en Santiago (Chile) finaliza la Copa América y Uruguay gana su quinta copa.
- 3 de noviembre: en Perpiñán, la policía francesa descubre una conspiración de separatistas catalanes liderados por Francesc Macià para invadir Cataluña desde los pirineos.(Complot de Prats de Molló).[36]
- 7 de noviembre: importantes elecciones en Grecia tras la dictadura, tras no obtener ningún partido mayoría para gobernar, se forma un gobierno de coalición presidido por el neutral Aléxandros Zaimis.
- 8 de noviembre: en Nicosia (Chipre) se funda el Apoel Football Club.
- 11 de noviembre: en Estados Unidos, se inaugura la Ruta 66.
- 12 de noviembre: tiene lugar una revolución comunista en la isla de Java, que pronto se extiende por todas las Indias Orientales Neerlandesas, que será duramente reprimido por las autoridades y conllevará a la ilegalización del Partido Comunista de Indonesia.[37]
- 14 de noviembre: en Nicaragua, el nombramiento de Adolfo Díaz Recinos como presidente inicia oficialmente la Guerra Constitucionalista de Nicaragua, aunque ya había habido combates anteriores entre liberales y conservadores.
- 22 de noviembre: Grigory Zinoviev es destituido como líder de la Internacional Comunista por su oposición a Iósif Stalin. Por el mismo motivo León Trotski también pierde su puesto en el Consejo Supremo de Economía Nacional de la Unión Soviética.[38]
- 24 de noviembre: en el Reino Unido finaliza después de 7 meses la huelga minera, sin conseguir los mineros sus objetivos y provocando pérdidas gravísimas para la economía del país.[39]
- 26 de noviembre: en Uruguay se celebran elecciones y es electo Juan Campisteguy.
- 26 de noviembre: en España, por iniciativa del ministro de trabajo Eduardo Aunós, se crea la Organización Corporativa Nacional como medio de resolver los problemas entre trabajadores y patronos.[40]
- 26 de noviembre: en China durante la Expedición del Norte los caudillos Zhang Zuolin, Sun Chuanfang y Wu Peifu se reúnen en Tianjin para hacer un frente común frente al ejército del sur liderado por Chiang Kai-shek y sus aliados del Guominjun del norte, ambos apoyados por la  Unión Soviética.[41]

### Diciembre
- 3 de diciembre: la escritora británica Agatha Christie desaparece, no apareciendo hasta 11 días después en estado desorientada, no sabiéndose realmente que sucedió durante esos días.[42]
- 8 de diciembre: durante la Guerra Constitucionalista de Nicaragua, el gobierno mexicano decide apoyar al bando liberal del presidente Juan Bautista Sacasa, provocando un grave conflicto diplomático con los Estados Unidos, que estaban apoyando al otro bando.[43]
- 10 de diciembre: tiene lugar el inicio del vuelo Melilla - Guinea española llamado Patrulla Atlántida.[44]
- 17 de diciembre: Golpe de Estado en Lituania, el nacionalista Antanas Smetona se hace con el poder.[45]
- 25 de diciembre: 
  - En Japón, tras la muerte del emperador Yoshihito, el príncipe regente Hirohito se convierte en el nuevo emperador.
  - En Estados Unidos, el río Cumberland cubre la ciudad de Nashville con 17 m de altura de agua. Desde septiembre de 1926 hasta junio de 1927 sucede la Gran Inundación del río Misisipi; este río alcanzó los 10 m por encima de su nivel normal, y los 97 km de anchura.

- 26 de diciembre: la nevá gorda ('la nevà grossa' en valenciano). Cae la nevada más fuerte del siglo en el sureste de España, la nieve cuaja en zonas muy poco habituales como las capitales provinciales de Alicante y Murcia y otras poblaciones como Orihuela y Torrevieja. En la ciudad de Alcoy la nieve supera el metro de altura.
- 29 de diciembre: el papa Pío XI condena públicamente al partido ultranacionalista francés Action française y su revista es incluida en el Index librorum prohibitorum, provocando una profunda división entre la sociedad católica en Francia.

### Sin fecha conocida
- En Prusia se legaliza la costumbre de secuestrar niños gitanos (en alemán: Kinder der Landstrasse) para educarlos entre no gitanos. Esta práctica solo se abandonará en 1945 en Alemania socialista y recién en 1973 en Alemania Occidental.

## Nacimientos

### Enero
- 1 de enero: Claudio Villa, cantante italiano (f. 1987).

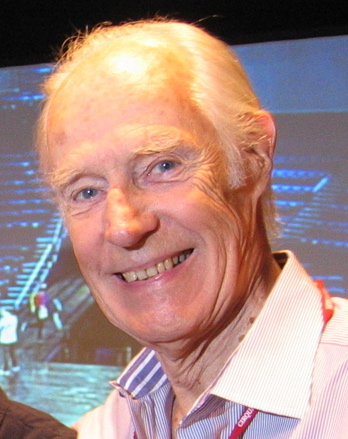
George Martin

- 3 de enero: George Martin, productor musical británico (f. 2016).
- 4 de enero: Jorge Riestra, escritor argentino (f. 2016).
- 6 de enero: 
  - Capulina, actor y cómico mexicano (f. 2011).
  - Kim Dae-Jung, político surcoreano (f. 2009).
- 8 de enero: Kerwin Mathews, actor estadounidense (f. 2007).
- 13 de enero: Alicia Álamo Bartolomé, arquitecta, periodista, actriz, dramaturga, académica, profesora y gestora cultural1 venezolana.(f.2025)
- 15 de enero: 
  - Syed Babar Ali, empresario y filántropo paquistaní.
  - Maria Schell, actriz austriaca (f. 2005).
- 16 de enero: Tandarica, actor y humorista argentino de origen rumano (f. 1995).
- 17 de enero: 
  - Antonio Domingo Bussi, militar y genocida argentino (f. 2011).
  - Nélida Romero, actriz argentina (f. 2015).
  - Moira Shearer, bailarina y actriz escocesa (f. 2006).
- 19 de enero: José Alfredo Jiménez; actor y cantautor mexicano (f. 1973).
- 20 de enero: 
  - Dimas Costa, poeta, folclorista, compositor, actor, locutor de radio y de televisión brasileño (n. 1997).
  - Juan Carlos Mareco, presentador de televisión uruguayo (f. 2009).
  - Patricia Neal, actriz estadounidense (f. 2010).
  - David Tudor, compositor estadounidense (f. 1996).
  - Vitali Vorotnikov, político ruso (f. 2012).
- 21 de enero: Steve Reeves, actor estadounidense (f. 2000).
- 26 de enero: José María Valverde, poeta, ensayista e historiador español (f. 1996).
- 28 de enero: 
  - Armando Silvestre, actor mexicano.(,f.2024,)
  - Jimmy Bryan, piloto de automovilismo estadounidense (f. 1960).
- 29 de enero: 
  - Abdus Salam, físico pakistaní (f. 1996).
  - Roberto Goyeneche, cantante de tango argentino (f. 1994).

### Febrero
- 2 de febrero: Valéry Giscard d'Estaing, presidente francés (f. 2020).
- 3 de febrero: Hans-Jochen Vogel, político alemán (f. 2020).
- 4 de febrero: 
  - Gyula Grosics, futbolista húngaro (f. 2014).
  - Estanislao Esteban Karlic, cardenal argentino.(f.2025).
- 8 de febrero: Neal Cassady, escritor estadounidense (f. 1968).
- 9 de febrero: 
  - Carlos Carrera Barreto, escritor de literatura infantil, ensayo, novela y teatro ecuatoriano (f. 2009).
  - Garret FitzGerald, primer ministro irlandés (f. 2011).
- 10 de febrero: Danny Blanchflower, futbolista norirlandés (f. 1993).
- 11 de febrero: Leslie Nielsen, actor canadiense (f. 2010).
- 16 de febrero: 
  - John Schlesinger, cineasta británico (f. 2003).
  - Margot Frank, hermana mayor de Anne Frank (f. 1945).
  - Delia Giovanola, activista de derechos humanos argentina (f. 2022).
- 20 de febrero: 
  - Richard Matheson, escritor estadounidense (f. 2013).
  - Alfonso Sastre, escritor y dramaturgo español (f. 2021).
  - Ken Olsen, ingeniero y empresario estadounidense (f. 2011).
- 22 de febrero: Miguel León-Portilla, antropólogo e historiador mexicano (f. 2019).
- 24 de febrero: Erich Loest, escritor alemán (f. 2013).
- 26 de febrero: Miroslava Stern, actriz mexicana de origen checo (f. 1955).
- 27 de febrero: David Hunter Hubel, neurofisiologo canadiense (f. 2013).
- 28 de febrero: Lana Peters, hija de Iósif Stalin (f. 2011).

### Marzo
- 2 de marzo: Murray Rothbard, político y economista estadounidense (f. 1995).
- 6 de marzo: 
  - Alan Greenspan, economista estadounidense.
  - Andrzej Wajda, cineasta polaco (f. 2016).
- 8 de marzo: 
  - Francisco Rabal, actor español (f. 2001).

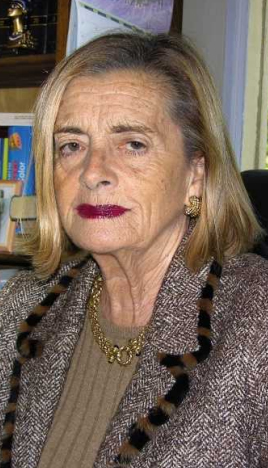
Josefina Aldecoa

- - Josefina Aldecoa, escritora y pedagoga española (f. 2011).
- 12 de marzo: 
  - George Ariyoshi, abogado y político estadounidense.
  - José Santos Meza Cortés, entrenador deportivo mexicano (f. 2013).
  - Minerva Mirabal, militante antitrujillista y abogada dominicana (f. 1960).
- 13 de marzo: Carlos Roberto Reina Idiáquez, presidente hondureño (f. 2003).
- 16 de marzo: Jerry Lewis, humorista y actor estadounidense (f. 2017).
- 17 de marzo: Siegfried Lenz, escritor alemán (f. 2014).
- 18 de marzo: Peter Graves, actor estadounidense (f. 2010).
- 22 de marzo: Franca Falcucci, política italiana (f. 2014).

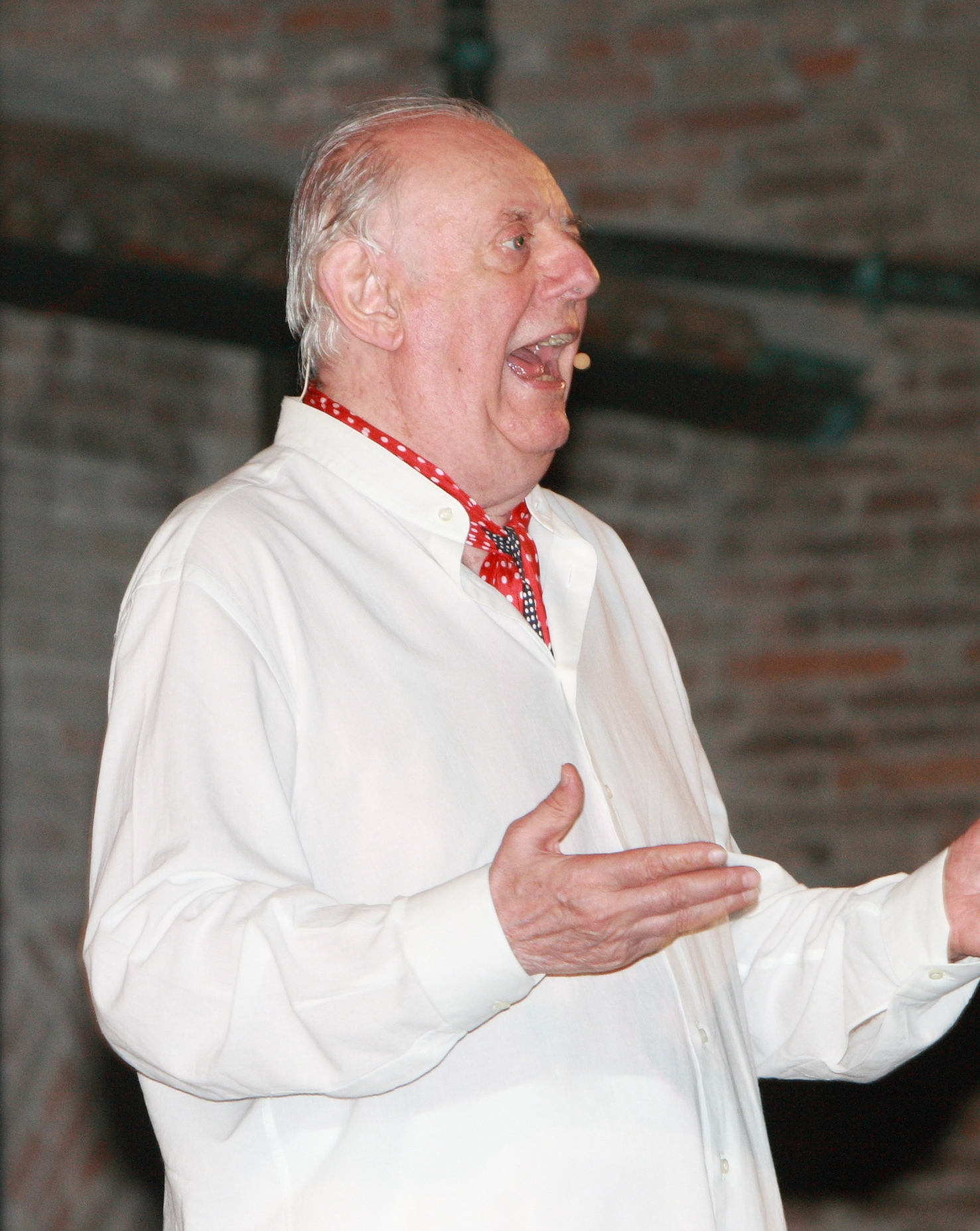
Dario Fo

- 24 de marzo: Dario Fo, escritor y dramaturgo italiano (f. 2016).
- 25 de marzo: 
  - Ángel Arango, escritor y jurista cubano (f. 2013).
  - Riz Ortolani, compositor italiano (f. 2014).
  - Jaime Sabines, poeta y político mexicano (f. 1999).
- 28 de marzo: Cayetana Fitz-James, Duquesa de Alba, aristócrata española (f. 2014).
- 30 de marzo: Ingvar Kamprad, empresario sueco (f. 2018).
- 31 de marzo: John Fowles, novelista y ensayista británico (f. 2005).

### Abril
- 1 de abril: Anne McCaffrey, escritora estadounidense (f. 2011).
- 2 de abril: 
  - Jack Brabham, piloto de automóviles australiano (f. 2014).
  - Omar Graffigna, oficial de la Fuerza Aérea Argentina (f. 2019)
- 5 de abril: Roger Corman, cineasta estadounidense (f. 2024).
- 6 de abril: 
  - Celestino Algarañaz, futbolista boliviano.
  - Gil Kane, ilustrador letón-estadounidense (f. 2000).
  - Ian Paisley, político norirlandés (f. 2014).
- 8 de abril: Emilio Rosenblueth, ingeniero sísmico mexicano (f. 1994).
- 9 de abril: Hugh Hefner, empresario estadounidense, fundador de la revista Playboy (f. 2017).
- 14 de abril: Leopoldo Calvo-Sotelo, político y presidente del gobierno español (f. 2008).
- 17 de abril: 
  - Joan Lorring, actriz estadounidense (f. 2014).
  - Montserrat Torrent i Serra, organista española.
- 20 de abril: Alfredo Cocucci, botánico, taxónomo, y profesor argentino (f. 2015).

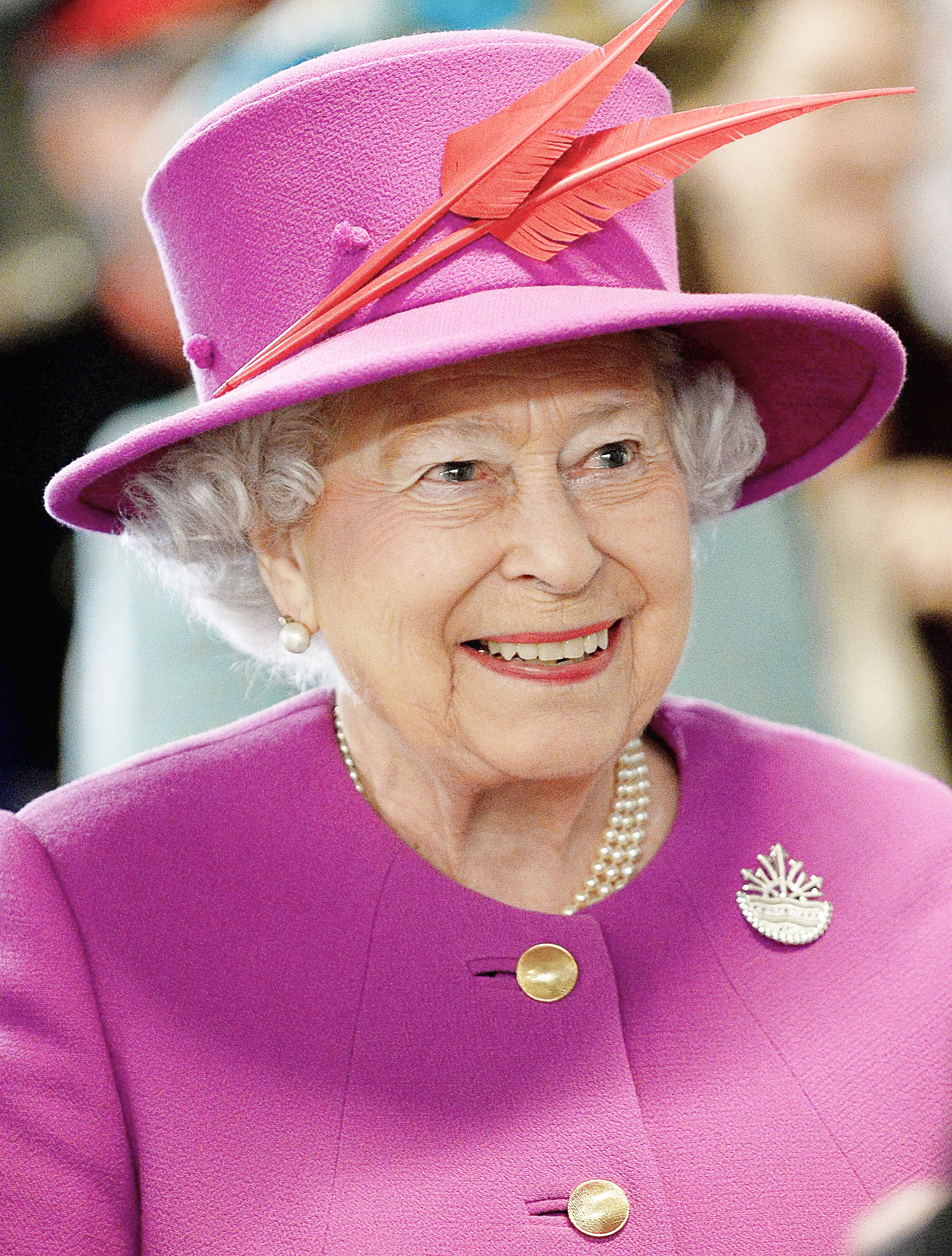
Isabel II

- 21 de abril: Isabel II, reina británica desde 1952 hasta 2022 (f. 2022).
- 22 de abril: James Stirling, arquitecto británico (f. 1992).
- 23 de abril: 
  - James Patrick Donleavy, escritor estadounidense (f. 2017).
  - Gerardo Rueda, pintor abstracto español (f. 1996).
- 24 de abril: Florinda Chico, actriz española (f. 2011).
- 26 de abril: David Coleman, comentador deportivo británico (f. 2013).
- 28 de abril: Harper Lee, escritora estadounidense (f. 2016).
- 29 de abril: Paul Baran, inventor estadounidense (f. 2011).
- 30 de abril: Cloris Leachman, actriz y humorista estadounidense (f. 2021).

### Mayo

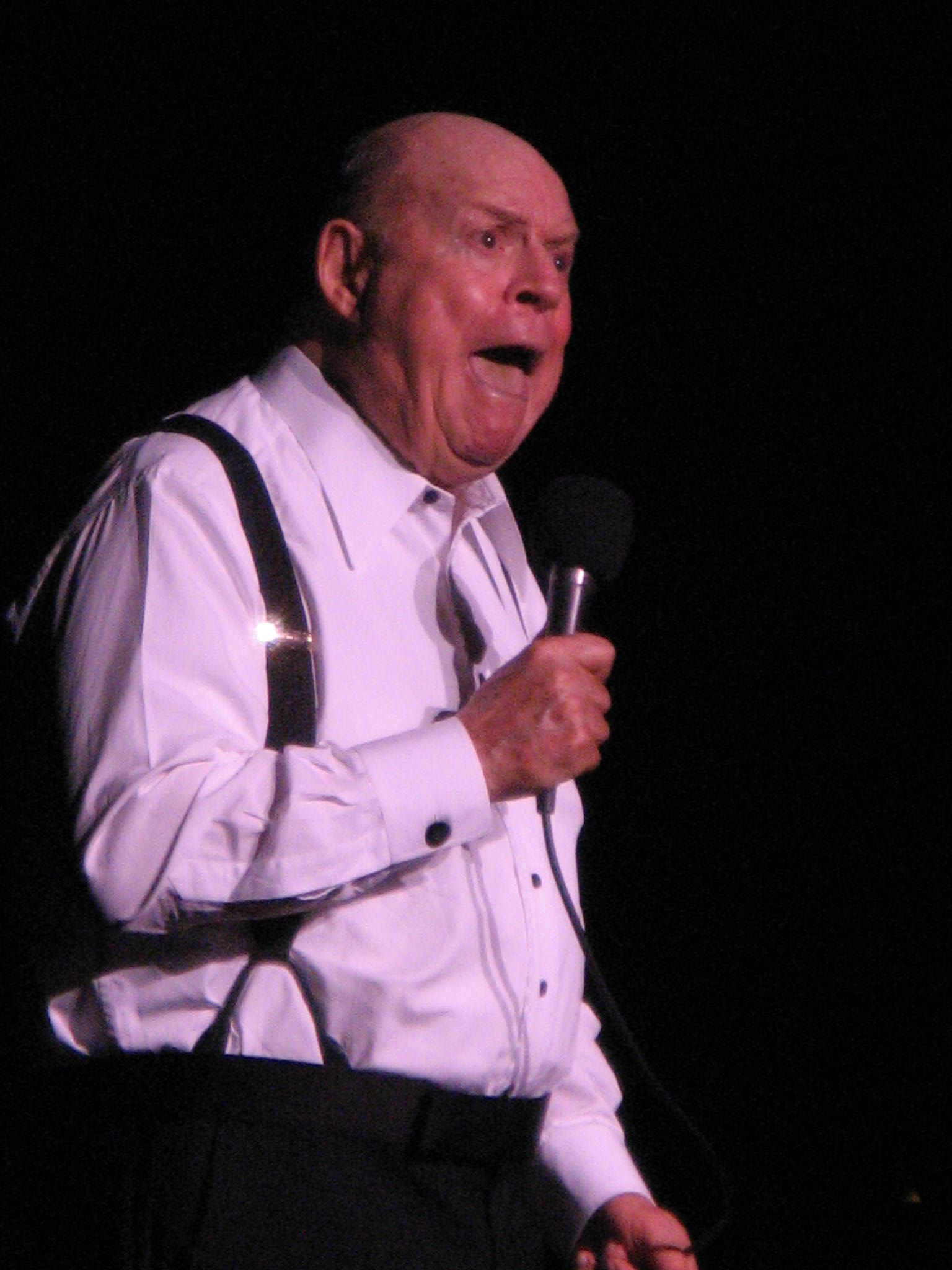
Don Rickles

- 3 de mayo: Rafael Romero Marchent, actor, actor de voz, guionista y director de cine (f. 2020).
- 8 de mayo: 
  - David Attenborough, naturalista británico.
  - Don Rickles, actor estadounidense (f. 2017).
- 10 de mayo: Alfreda Markowska, mujer polaca de etnia gitana que durante la Segunda Guerra Mundial salvó a unos cincuenta niños judíos y gitanos de la muerte en el Holocausto (f. 2021).
- 11 de mayo: Rob Schroeder, piloto estadounidense de automovilismo (f. 2011).
- 16 de mayo: Halaevalu Mataʻaho ʻAhomeʻe, exreina consorte y reina madre de Tonga (f. 2017).
- 17 de mayo: María Duval, actriz argentina.(f. 2022).
- 20 de mayo: Bob Sweikert, piloto estadounidense de automovilismo (f. 1956).
- 22 de mayo: Concha Alós, escritora española (f. 2011).
- 23 de mayo: Joe Slovo, político sudafricano comunista judío de origen lituano (f. 1995).
- 24 de mayo: 
  - Stanley Baxter, actor, comediante, impresionista y autor escocés.
  - Hugo Correa, escritor chileno de ciencia ficción (f. 2008).
- 25 de mayo: Miles Davis, trompetista y compositor estadounidense (f. 1991).
- 29 de mayo: Abdoulaye Wade, expresidente de Senegal.
- 30 de mayo: Julia Urquidi Illanes, escritora boliviana (f. 2010).

### Junio
- 1 de junio: 

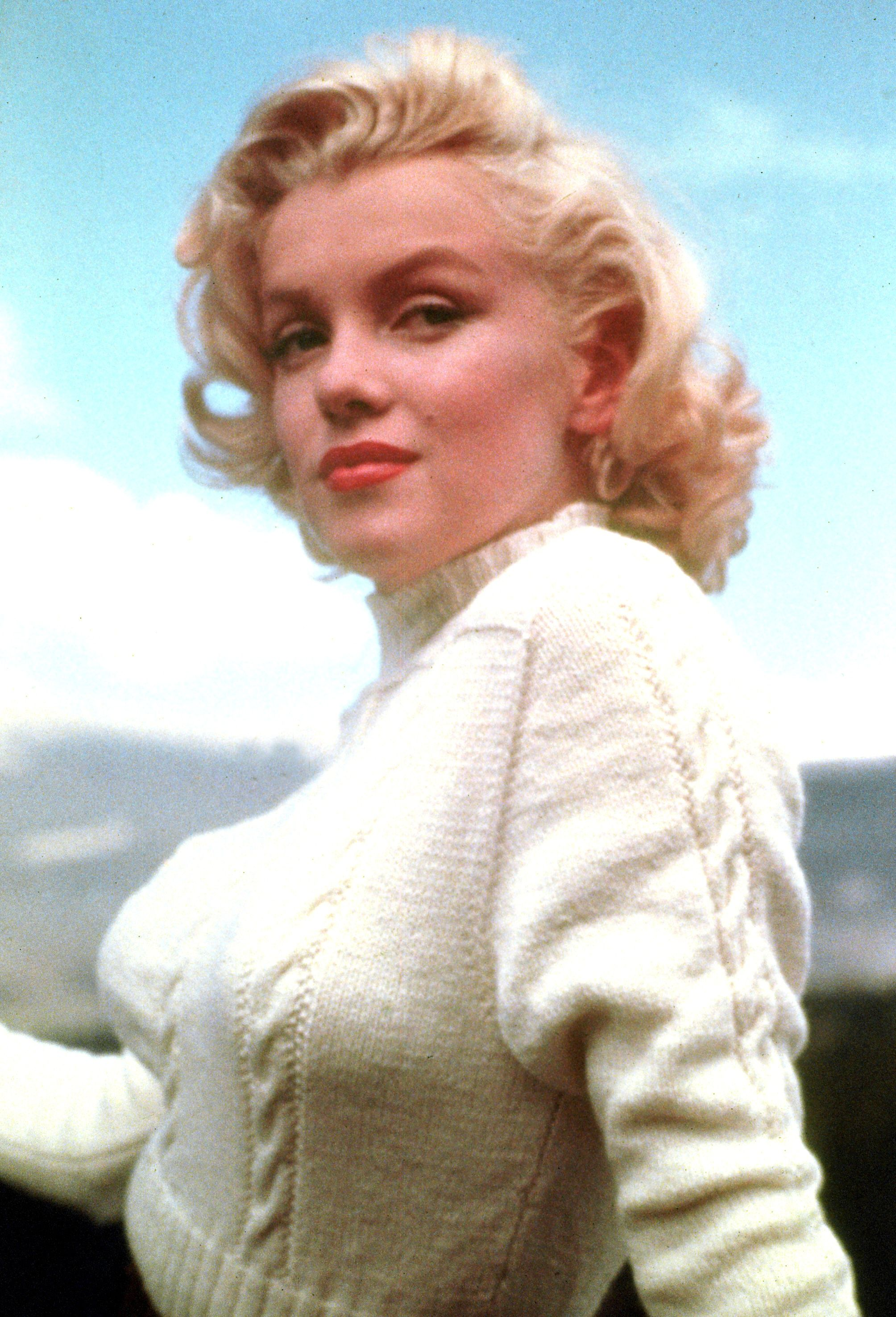
Marilyn Monroe

  - Marilyn Monroe, actriz estadounidense (f. 1962).
  - Andy Griffith, actor estadounidense (f. 2012).
- 3 de junio: Allen Ginsberg, poeta estadounidense (f. 1997).
- 5 de junio: Luis Valls Taberner, financiero español (f. 2006).
- 7 de junio: Sara Montes, actriz mexicana.
- 9 de junio: Happy Rockefeller, filántropa estadounidense, segunda dama de los Estados Unidos entre 1974 y 1977 (f. 2015)
- 12 de junio: Amadeo Carrizo, portero argentino (f. 2020)
- 15 de junio: Jesús Guzmán, actor español (f. 2023).
- 18 de junio: Allan R. Sandage, astrónomo estadounidense (f. 2010).
- 21 de junio: Luis Alberto del Paraná, músico, compositor, cantante e intérprete paraguayo (f. 1974).
- 22 de junio: Tadeusz Konwicki, escritor polaco (f. 2015).
- 26 de junio: Fernando Monckeberg Barros, médico cirujano chileno.
- 28 de junio: Mel Brooks, actor y director estadounidense.
- 29 de junio: Jorge Enrique Adoum, escritor ecuatoriano (f. 2009).
- 30 de junio: Paul Berg, bioquímico estadounidense (f. 2023)

### Julio
- 1 de julio: 
  - Juan Jaime Cesio, militar argentino, activista de los derechos humanos durante la dictadura (f. 2017).
  - Robert Fogel, economista e historiador estadounidense, premio nobel de economía en 1993 (f. 2013).
  - Hans Werner Henze, compositor alemán (f. 2012).
  - Atilio Stampone, pianista y compositor argentino (f. 2022)
- 3 de julio: María Lorenza Barreneche, primera dama argentina (f. 2016)
- 4 de julio: Alfredo Di Stéfano, futbolista y entrenador argentino (f. 2014).
- 7 de julio: Nuon Chea, político camboyano; primer ministro de Camboya (f. 2019).
- 9 de julio: 
  - Ben Roy Mottelson, físico danés de origen estadounidense (f. 2022)
  - Pedro Dellacha, futbolista y entrenador argentino (f. 2010).
- 10 de julio: Tony Settember, piloto estadounidense de automovilismo (f. 2014).
- 11 de julio: Hugo Batalla, político uruguayo (f. 1998).
- 12 de julio: Carl Adam Petri, matemático alemán (f. 2010).
- 14 de julio: Harry Dean Stanton, actor estadounidense (f. 2017).
- 15 de julio: Leopoldo Galtieri, dictador militar argentino (f. 2003).
- 16 de julio: Irwin Rose, bioquímico estadounidense (f. 2015).
- 18 de julio: Ángel Crespo, poeta, ensayista, traductor y crítico de arte español (f. 1995).
- 21 de julio: Norman Jewison, cineasta canadiense (f. 2024).
- 31 de julio: Hilary Putnam, filósofo estadounidense (f. 2016).

### Agosto
- 2 de agosto: 
  - Geles Cabrera, artista escultora mexicana.
  - Ángel Muñiz Alique, escultor español (f. 2002).
- 3 de agosto: Tony Bennett, cantante estadounidense de jazz (f. 2023)
- 8 de agosto: Piero Drogo, piloto italiano de automovilismo (f. 1973).
- 10 de agosto: Marie-Claire Alain, organista francesa (f. 2013).
- 11 de agosto: Aaron Klug, químico y biofísico británico de origen lituano (f. 2018).
- 13 de agosto: Fidel Castro, político y presidente cubano (f. 2016).
- 14 de agosto: Margot Benacerraf, directora de cine, guionista, escritora y promotora cultural venezolana (f. 2024).
- 15 de agosto: Konstantinos Stefanópulos, político y presidente griego entre 1995 y 2005 (f. 2016).
- 17 de agosto: Jiang Zemin, político chino (f. 2022).
- 29 de agosto: 
  - Hélène Ahrweiler, profesora universitaria y bizantinista griega.
  - Rafael Ithier, músico, compositor, arreglista y pianista puertorriqueño, de la banda Gran Combo de Puerto Rico.

### Septiembre
- 4 de septiembre: Iván Illich, pedagogo y ensayista anarquista austríaco (f. 2002).
- 6 de septiembre: Claus von Amsberg, príncipe neerlandés (f. 2002).
- 12 de septiembre: Riccardo Pazzaglia, actor, cineasta y escritor italiano (f. 2006).
- 14 de septiembre: 
  - Michel Butor, escritor francés (f. 2016).
  - Carmen Franco y Polo, Duquesa de Franco y Marquesa consorte de Villaverde, hija del dictador Francisco Franco (f. 2017).
- 21 de septiembre: Donald A. Glaser, físico estadounidense (f. 2013).
- 23 de septiembre: John Coltrane, músico y compositor estadounidense de jazz (f. 1967).
- 25 de septiembre: 
  - Carlos Chasseing, político argentino (f. 2018).
  - Mario Halley Mora, periodista, dramaturgo, narrador y poeta paraguayo (f. 2003).

### Octubre
- 1 de octubre: Ángel María Arregui, futbolista español considerado el mejor jugador del Real Jaén de todos los tiempos (f. 1967).
- 4 de octubre: Miguel Espinosa, escritor español (f. 1982).
- 6 de octubre: Claude Bénard, atleta francés especializado en la prueba de salto de altura.
- 8 de octubre: 
  - Mariano Ozores, director de cine y guionista español.(f.2025)
  - Álvaro Magaña, abogado, economista y político salvadoreño (f. 2001).
- 9 de octubre: Juan José Cuadros Pérez, poeta y escritor español (f. 1990).
- 12 de octubre: César Pelli, arquitecto argentino (f. 2019).
- 13 de octubre: Wladek Kowalski, luchador profesional canadiense (f. 2008).
- 14 de octubre: Nobutoshi Kihara, ingeniero japonés (f. 2011).
- 15 de octubre: 
  - Agustín García Calvo, filólogo y pensador español (f. 2012).
  - Karl Richter, organista, director de orquesta, director de coro y catedrático alemán (f. 1981).
  - Rosario Gálvez, actriz mexicana (f. 2015).
- 18 de octubre: Chuck Berry, músico estadounidense (f. 2017).
- 25 de octubre: María Concepción César, actriz, cantante y vedette argentina (f. 2018)
- 27 de octubre: Donato Fuejo, médico y político español.
- 29 de octubre: Necmettin Erbakan, político turco (f. 2011).
- 30 de octubre: Paul Brunbrouck, militar francés (f. 1954).
- 31 de octubre: 
  - Mario Abramovich, violinista y compositor argentino (f. 2014).
  - Timo Sarpaneva, diseñador finlandés (f. 2006).

### Noviembre
- 3 de noviembre: Valdas Adamkus, presidente lituano.
- 7 de noviembre: Joan Sutherland, cantante de opera australiana (f. 2010).
- 9 de noviembre: 
  - Ricardo de la Cierva, historiador español (f. 2015).
  - Vicente Aranda, director de cine y guionista español (f. 2015).
- 10 de noviembre: Rossella Falk, actriz italiana (f. 2013).
- 11 de noviembre: 
  - Noah Gordon, escritor estadounidense (f. 2021).
  - José Manuel Caballero Bonald, escritor español (f. 2021).
- 15 de noviembre: Carlos Altamirano Sánchez, poeta ecuatoriano.
- 23 de noviembre: 
  - Lili Massaferro (Lili Gacel), actriz y guerrillera montonera argentina (f. 2001).
  - Carlos Semprún Maura, escritor, dramaturgo y periodista español (f. 2009).
- 24 de noviembre: Tsung-Dao Lee, físico chino.(f. 2024)
- 25 de noviembre: Poul Anderson, escritor estadounidense (f. 2001).
- 23 de noviembre: Sathya Sai Baba, místico y gurú hindú (f. 2011).
- 30 de noviembre: Andrew Victor Schally, médico y endocrinólogo estadounidense de origen polaco.(f.2024)

### Diciembre
- 1 de diciembre: Elvio Romero, escritor paraguayo (f. 2004).
- 5 de diciembre: Hilary Koprowski, médico polaco (f. 2013).
- 7 de diciembre: Rino Ferrario, futbolista italiano (f. 2012).
- 8 de diciembre: Joachim Fest, periodista e historiador alemán (f. 2006).
- 9 de diciembre: Luis Miguel Dominguín, torero español (f. 1996).
- 12 de diciembre: Étienne-Émile Baulieu, médico e investigador francés.(f.2025)
- 14 de diciembre: María Elena Marqués, actriz mexicana (f. 2008).
- 16 de diciembre: A. N. R. Robinson, presidente trinitense (f. 2014).
- 19 de diciembre: Edmund Purdom, actor inglés (f. 2009).
- 21 de diciembre: Joe Paterno, entrenador de fútbol americano estadounidense (f. 2012).
- 22 de diciembre: Alcides Ghiggia, futbolista uruguayo (f. 2015).
- 23 de diciembre: Jorge Medina Estévez, religioso chileno (f. 2021).
- 24 de diciembre: Luis Alberto Costales, poeta, historiador, filósofo, maestro, orador, agricultor y político ecuatoriano (f. 2006).
- 26 de diciembre: 
  - Moisés Becerra, pintora hondureña (f. 2018).
  - Rodrigo Carazo Odio, político y presidente costarricense entre 1978 y 1982 (f. 2009).
  - Gina Pellón, artista cubana exiliada en Francia desde 1959 (f. 2014).
- 30 de diciembre: Stan Tracey, músico británico (f. 2013).
- 31 de diciembre: Elena Blume i Carreras,  gimnasta artística española, primera campeona de Cataluña de la historia (f. 2024).

### Fechas desconocidas
- Antonio Serrano, militar y delincuente argentino (f. 2002).
- Maricusa Ornes, declamadora, activista, pionera de la poesía coreada y maestra dominicana (f. 2018).

## Fallecimientos
- 21 de enero: Camillo Golgi, médico italiano, premio nobel de medicina en 1906 (n. 1843).
- 30 de enero: Barbara La Marr, actriz, artista de cabaret y guionista estadounidense (n. 1896).
- 13 de febrero: Francis Edgeworth, economista británico (n. 1845).
- 15 de febrero: Piero Gobetti, editor, periodista y político italiano (n. 1901).
- 20 de febrero: Jules Durand, sindicalista francés.
- 21 de febrero: Heike Kamerlingh Onnes, físico neerlandés, premio nobel de física en 1913 (n. 1853).
- 11 de marzo: Mikao Usui, religioso japonés, creador del reiki (n. 1865).
- 10 de junio: Antonio Gaudí, arquitecto español (n. 1852).
- 14 de junio: Mary Stevenson Cassatt, pintora estadounidense (n. 1844).
- 23 de agosto: Rodolfo Valentino, actor italiano (n. 1895).
- 15 de septiembre: Rudolf Eucken, filósofo alemán, premio nobel de literatura en 1908 (n. 1846).
- 31 de octubre: Harry Houdini (Erik Weisz), ilusionista y escapista húngaro de origen judío.
- 31 de octubre: Anteo Zamboni (15), niño italiano anarquista que atentó contra Mussolini; linchamiento (n. 1911).
- 12 de noviembre: José Nakens, periodista español (n. 1841).
- 4 de diciembre: Ivana Kobilca, pintora realista eslovena (n. 1861).
- 5 de diciembre: Claude Monet, pintor francés (n. 1840).
- 29 de diciembre: Rainer Maria Rilke, poeta checo (n. 1875).

## Arte y literatura
- Publicación del primer número de la revista Litoral, creada por los poetas Emilio Prados y Manuel Altolaguirre en Málaga en otoño de 1926.
- Ernest Hemingway: Fiesta.
- Ramón María del Valle-Inclán: Tirano Banderas.
- T. E. Lawrence: Los siete pilares de la sabiduría.
- Ricardo Güiraldes: Don Segundo Sombra.
- Roberto Arlt: El juguete rabioso.
- Agatha Christie: El asesinato de Roger Ackroyd.
- William Faulkner: La paga de los soldados.
- Franz Kafka: El castillo.
- Yasunari Kawabata: La bailarina de Izu.

## Ciencia y tecnología
- Longman describe por primera vez el zifio de Longman (Indopacetus pacificus).

## Deporte
- 31 de agosto: en Villa Constitución (Argentina) se funda el Club Atlético Porvenir Talleres.
- El FC Barcelona crea la sección de baloncesto, disciplina en la que llegará a convertirse en uno de los clubs más prestigiosos y laureados de Europa.
- 26 de marzo: en España se funda el club de fútbol Real Oviedo, fruto de la fusión entre el Stadium Club y el Real Club Deportivo de Oviedo.
- 1 de agosto, en Italia se funda la SSC Napoli
- 29 de agosto, en Italia se funda la ACF Fiorentina.

## Premios Nobel
- Física: Jean Baptiste Perrin.
- Química: Theodor Svedberg.
- Medicina: Johannes Andreas Grib Fibiger.[46]
- Literatura: Grazia Deledda.
- Paz: Aristide Briand y Gustav Stresemann.